# Толопко Леон Костянтинович
Лео́н Костянти́нович Толо́пко (псевдонім М. Пільний) (* 1902, Нью-Йорк — 1991, Нью-Йорк) — український журналіст, письменник, громадський діяч. Брат хіміка Дмитра Толопка.

## Біографія
Народився 11 серпня 1902 року в Нью-Йорку.
1908 року виїхав з батьками до Галичини. По закінченні Львівської учительської семінарії учителював у західній Польщі.
1927 року повернувся до США. З 1930-их років активний в українських комуністичних організаціях; співредактор прокомуністичної газети «Українські щоденні вісті», з 1956 року редактор газети «Українські вісті».
Толопко автор низки віршів та оповідань, друкованих у згаданих газетах, і п'єс «Реп'ях», «Щасливі», «Американські будні» та ін., написаних у пропагандивно-агітаційному тоні.
Помер 1991 року в Нью-Йорку.